# Dendropsophus tritaeniatus
Dendropsophus tritaeniatus és una espècie de granota que viu a Bolívia, el Brasil i, possiblement també, a Perú.
Està amenaçada d'extinció per la pèrdua del seu hàbitat natural.